# ボストーク

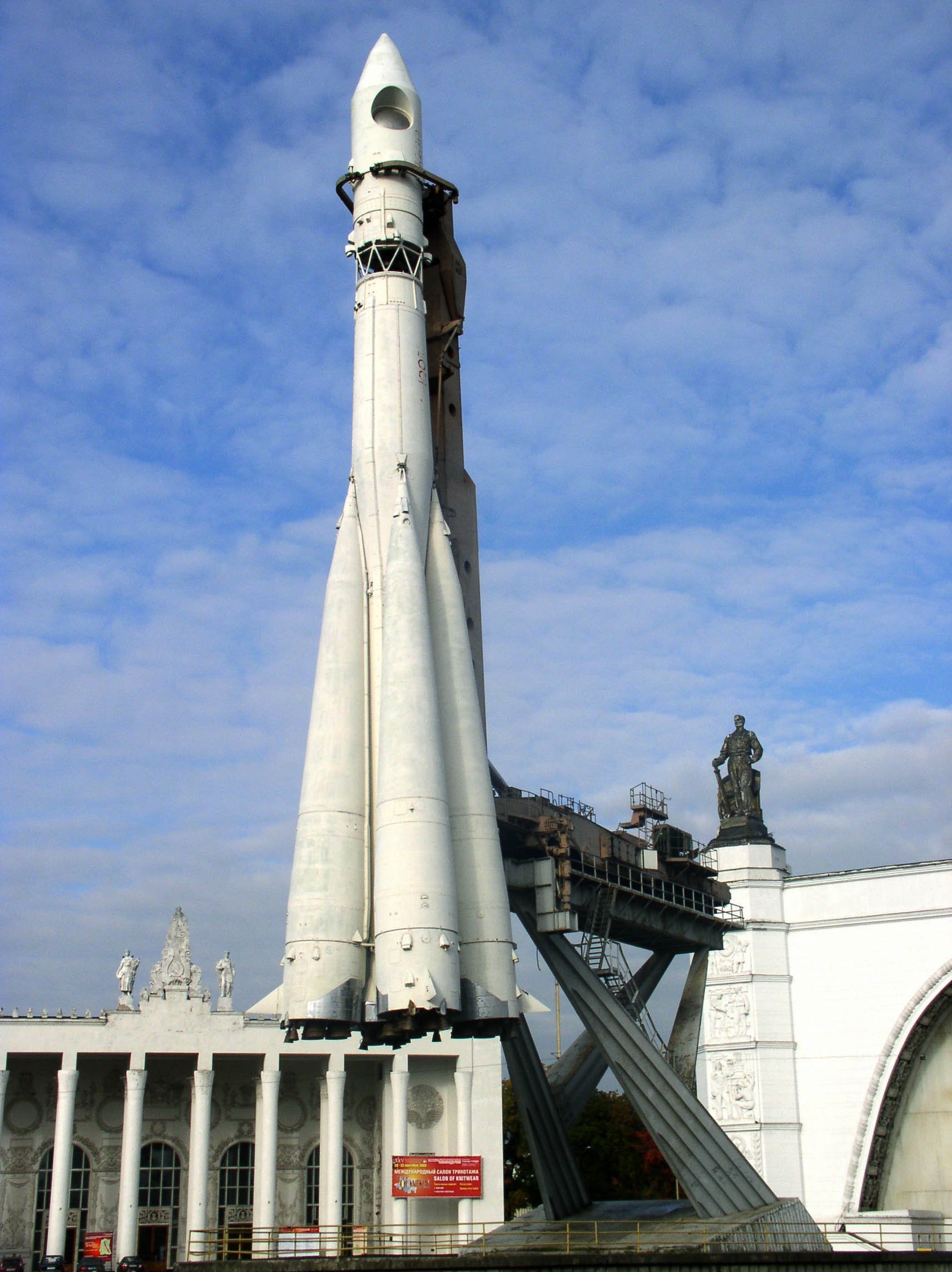

ボストーク（ロシア語: Восток）は、1960年代前半にソ連によって地球軌道上に打ち上げられた有人宇宙船の名であり、人類初の有人宇宙飛行を実現した計画である。打ち上げには「ボストークロケット」が用いられた。「ボストーク」とは「東」を意味するロシア語の一般名詞である。

## ボストーク計画
ボストーク計画は、1960年9月18日にベルカとストレルカの二匹の犬をはじめ様々な生物を積んで無事帰還したスプートニク5号の成功を受け、同年9月に「今年12月までに人間を宇宙へ送り込む」という命令が下されたことから始まった。期間はわずかに3ヶ月で、そもそも無理があったのだが、10月にはR-16ミサイル試験機が燃料系統のミスによって地上で爆発を起こし、作業員と技術者・研究者91人が死亡する大惨事（ニェジェーリンの大惨事）となった。直接関係は無かったボストーク計画へも暗い陰を落とした。しかし、若干の遅れが発生したものの、計画はそのまま進められた。
1961年3月9日、「イヴァン・イヴァーノヴィチ」と名付けられた身長175cm、体重65kgの精巧な人形が打ち上げられ、無事帰還した。この体の大きさは初の宇宙飛行士のものとほぼ同じであった。イヴァンは同月25日に再度打ち上げられ、こちらも無事に帰還したが、最初のイヴァンが帰還した際、付近の農夫がこの人形を気絶した人間だと思って気付けにウォッカを飲ませようとしたところ、顔面には「模型」と書かれた紙が貼り付けられていたという。

## ボストーク1号
ボストーク1号は1961年4月12日9時7分（バイコヌール宇宙基地）にユーリイ・ガガーリン少佐を乗せて打ち上げられた。ボストーク1号は地球を1周し、10時25分に逆噴射をかけ、大気圏に再突入後、高度7000mでガガーリンは座席ごとカプセルから射出され、パラシュートにて降下、無事帰還を果たした。打ち上げから帰還までは108分だった。このボストーク1号の準備は極秘裏に進められた。成功後に人類初の有人宇宙飛行として公表され、世界中を驚愕させた。ガガーリンは帰還後の記者会見で、「地球は青かった。」という言葉を残している。（この言葉の後に『しかし、神はいなかった』のくだりが付加されることがあるが、アネクドートとして別の機会に語ったものが一人歩きしているものと考えられる。ガガーリンの項目を参照のこと。）

## 2号以降
ボストーク2号は1号に続いて1961年8月6日、ゲルマン・チトフを乗せて打ち上げられ、宇宙空間に25時間滞在した。チトフは滞在中、地球や宇宙空間の撮影、無重力状態での実験などを行った。ボストーク3号と4号は1962年8月11日および8月12日と連続的に打ち上げられ、ランデブーのテストを行った。地球周回軌道上で、お互いに5kmまで接近している。ボストーク5号と6号も同様にランデブーのテストを行い、4kmまで接近している。また6号（コールサインは「かもめ」を意味する「チャイカ」）には 女性初の宇宙飛行士となったワレンチナ・テレシコワが搭乗した。テレシコワは軌道上から「ヤー チャイカ」と送信し、これが日本語では「私はかもめ」と訳されたため、当時の流行語となった。以後、旧ソ連の有人宇宙飛行は二人乗りのボスホートに受け継がれた。

## アメリカの対抗
人類初の人工衛星であるスプートニク1号の打ち上げによって、旧ソ連との宇宙開発競争に遅れをとってしまったアメリカ合衆国は、挽回すべく有人宇宙飛行計画であるマーキュリー計画を推進した。しかし、有人宇宙飛行が実現したのは、ボストーク1号より1月遅れの1961年5月5日のことで、この日、アラン・シェパードの搭乗する宇宙船「フリーダム7」は弾道飛行を行った。飛行時間はわずかに約16分間であった。

## 計画の概要
| 宇宙船名      | 打上年月日    | 飛行時間 （地球周回数） | 宇宙飛行士                 | コールサイン          | 備考                 |
| ------------- | ------------- | ----------------------- | -------------------------- | --------------------- | -------------------- |
| ボストーク1号 | 1961年4月12日 | 1時間48分 （1周）       | ユーリイ・ガガーリン       | Кедр （ヒマラヤスギ） | 人類初の有人宇宙飛行 |
| ボストーク2号 | 1961年8月6日  | 1日1時間18分 （17周）   | ゲルマン・チトフ           | Орёл （ワシ）         |                      |
| ボストーク3号 | 1962年8月11日 | 3日22時間22分 （64周）  | アンドリアン・ニコラエフ   | Сокол （ハヤブサ）    |                      |
| ボストーク4号 | 1962年8月12日 | 2日22時間56分 （48周）  | パベル・ポポビッチ         | Беркут （イヌワシ）   |                      |
| ボストーク5号 | 1963年6月14日 | 4日23時間7分 （82周）   | ヴァレリー・ブィコフスキー | Ястреб （タカ）       |                      |
| ボストーク6号 | 1963年6月16日 | 2日22時間50分 （48周）  | ワレンチナ・テレシコワ     | Чайка （カモメ）      | 女性初の宇宙飛行     |